# Digonis eversaria
Digonis eversaria là một loài bướm đêm trong họ Geometridae.